# Jalpaiguri
Jalpaiguri és una ciutat i municipalitat de Bengala Occidental, Índia, capital del districte de Jalpaiguri, a 26° 31′ N, 88° 44′ E / 26.52°N,88.73°E a la riba dreta del Tista. Al cens del 2001 consta amb 100.212 (que el 1901 eren 9.708 habitants i 7.936 el 1881). A l'altre costat del riu hi ha l'antic Barnes Ghat, estació ferroviaria. La municipalitat es va formar el 1885 però abans ja era una unió municipal. Fou també la residència del comissionat de la divisió de Rajshahi.

## Història
Vegeu: Districte de Jalpaiguri

## LLocs interessants
- Jalpaiguri Rajbari (Palau del raja) a Rajbaripara.
- Riu Tista
- Riu Karala
- Jalpaiguri Nawab Bari (palau del nawab)
- Jubilee Park, parc a la vora del Tista
- Forensic Science laboratory, laboraroria forense, el primer de l'Índia
- Ghat del raja Shaheber
- Rabindra Bhawan (o Arya Natya Samaj).
- Prac del Tista (Teesta Udyan), per canalla, a la vora del riu Karala
- Sarojendra Deb Raikat Kala Kendra, galeria d'art
- Estadi Club de la Ciutat
- Jogomaya Kalibari, temple dedicat a Kali a Paharpur.
- Camps de té (Karala Valley Tea Garden, Raipur Tea garden, Jaipur Tea garden, Denguajhar Tea Garden)
- Temple de Jalpesh, dedicat a Xiva, a 15 km
- Temple Jatileshar
- Jaldapara Wildlife sanctuary a uns 50 km
- Parc Nacional de Gorumara, al nord del districte

## Imatges
A la wikipèdia anglesa (restringides per als altres projectes)